# Wyrzysk
Wyrzysk (deutsch Wirsitz) ist eine Stadt mit Sitz einer gleichnamigen Stadt-und-Land-Gemeinde im Powiat Pilski (Schneidemühler Kreis) der polnischen Woiwodschaft Großpolen.

## Geographische Lage
Die Stadt liegt nördlich der Stadt Posen zwischen Anhöhen an dem Flüsschen Lobsonka, eines Nebenflusses der Netze (poln. Noteć). Die Entfernung zur Stadt Bromberg (Bydgoszcz) im Osten beträgt etwa 60 Kilometer.

## Geschichte

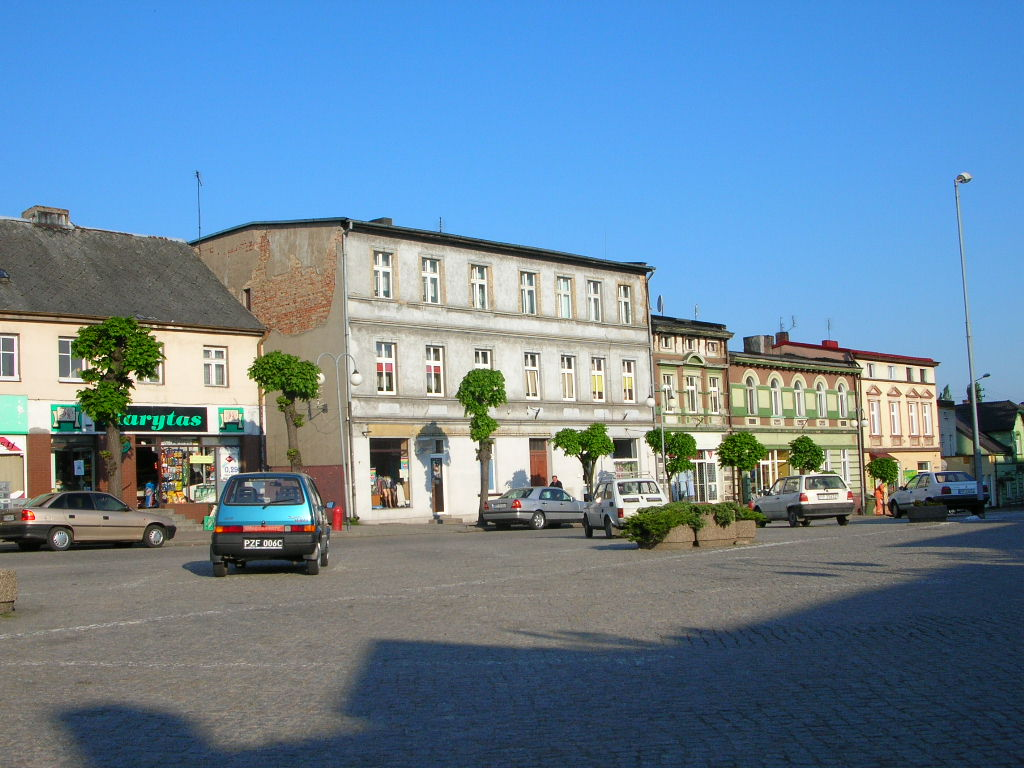
Marktplatz in Wirsitz

Wirsitz südlich der Stadt Lobsens auf einer Landkarte vom 1914

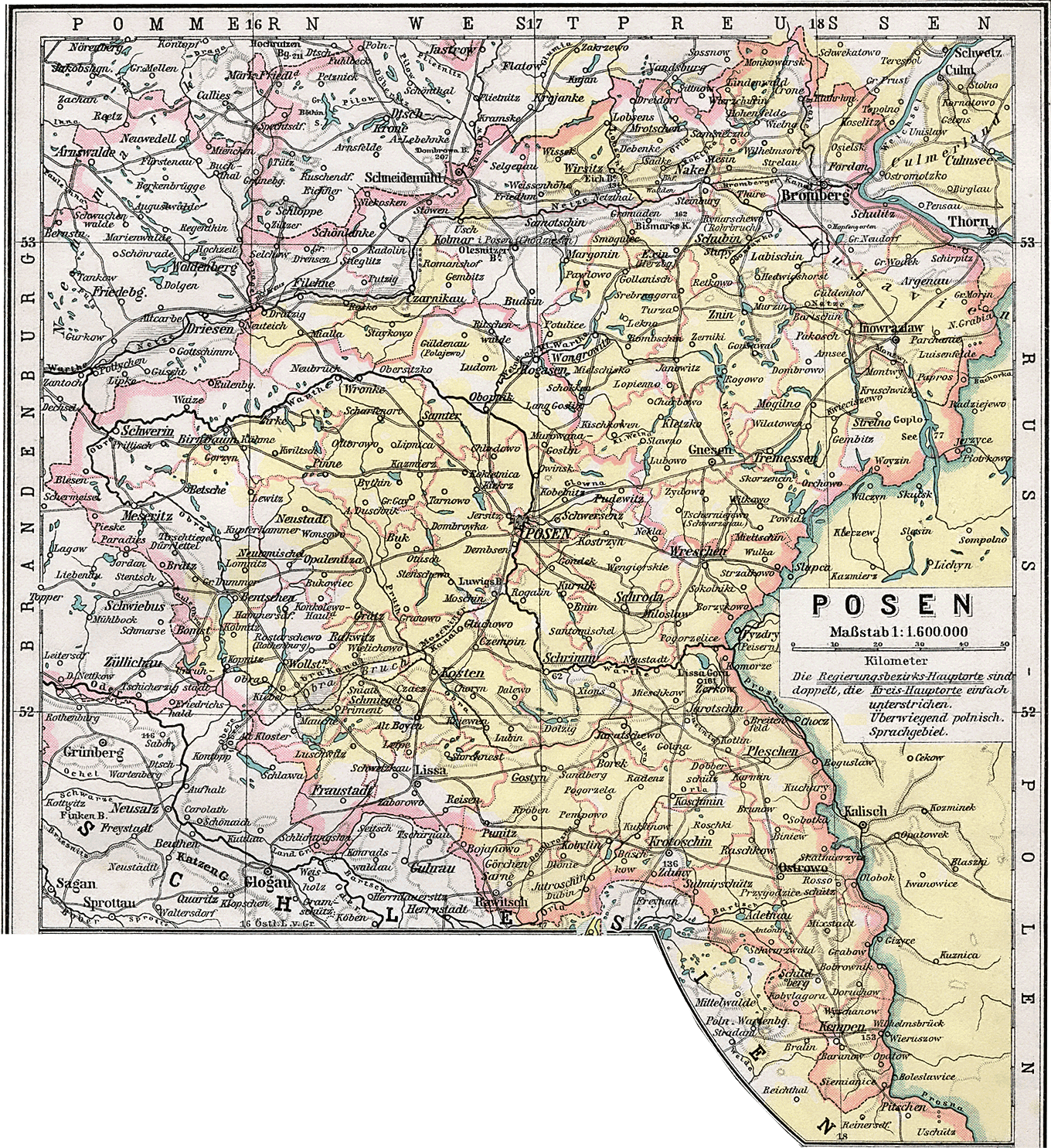
Wirsitz östlich der Stadt Schneidemühl und westlich der Stadt Bromberg auf einer Landkarte der Provinz Posen von 1905 (gelb markierte Flächen kennzeichnen Gebiete mit seinerzeit mehrheitlich polnischsprachiger Bevölkerung).

Urkunden, denen die näheren Umstände der Gründung der Stadt zu entnehmen wären, sind nicht erhalten geblieben. Als die Stadt 1773 von Preußen annektiert wurde, befand sie sich zusammen mit der zugehörigen Grundherrschaft im Besitz des Grafen Werbno Rydzinski. Dieser verkaufte die Grundherrschaft 1784 an Friedrich den Großen, der sie in ein staatliches Domänenamt umwandelte. Wirsitz galt seitdem als freie Stadt. Für die Evangelischen ließ Friedrich eine Kirche erbauen.
Von 1816 bis 1920 war Wirsitz Verwaltungsstandort des Landkreises Wirsitz im Regierungsbezirk Bromberg der preußischen Provinz Posen.
Nach dem Ersten Weltkrieg wurde Wirsitz zusammen mit dem Kreisgebiet aufgrund der Bestimmungen des Versailler Vertrags an Polen abgegeben. Aus der Stadt, die bis dahin mehrheitlich von Deutschen bewohnt war, wanderten nun viele deutsche Familien ab, auch um zu vermeiden, dass ihre Söhne Dienst im Polnisch-Sowjetischen Krieg leisten mussten. Es verblieb jedoch ein deutscher Bevölkerungsanteil in der Stadt.
Während des Überfalls auf Polen 1939 wurden in Wirsitz, Lobsens und an anderen Orten Bürgerwehren gebildet, um Diversionstätigkeiten im Rücken der polnischen Armee sowie Terrorakte gegen die polnische Bevölkerung durchzuführen. Auf dem evangelischen Friedhof wurden 26 Polen von Deutschen ermordet. Im Zuge der deutschen Lebensraum im Osten Doktrin wurden viele Polen vertrieben und enteignet.
Von 1939 bis 1945 war Wirsitz während der deutschen Besetzung Polens Verwaltungsstandort des Landkreises Wirsitz im neu eingerichteten Reichsgau Danzig-Westpreußen. Hier wurden Kunstschätze aus der 100 km östlich gelegenen Stadt Thorn (heute Toruń in Polen) ab 1944 eingelagert, um sie vor Luftangriffen zu schützen. Nach dem Ende des Krieges fand man die Kunstschätze und verbrachte sie zurück zur Stadt Toruń. Weitere Teile der Kunstsammlung lagen in Sępólno Krajeńskie und im niedersächsischen Salzbergwerk Grasleben.
Gegen Ende des Zweiten Weltkrieges besetzte im Frühjahr 1945 die Rote Armee die Region. In der darauf folgenden Zeit wurde die deutsche Minderheit aus Wirsitz vertrieben.

### Demographie
| Jahr | Einwohner | Anmerkungen |
| ---- | --------- | --- |
| 1783 | 0 207     | davon 96 evangelische Deutsche, 53 Polen und 58 Juden |
| 1802 | 0431      | [ 6 ] |
| 1816 | 0 439     | davon 218 Evangelische, 173 Katholiken und 48 Juden |
| 1821 | 0489      | in 52 Privatwohnhäusern |
| 1837 | 0 999     | [ 3 ] |
| 1861 | 1048      | [ 3 ] |
| 1885 | 1577      | davon 735 Evangelische, 692 Katholiken und 150 Juden |
| 1905 | 1532      | davon 650 Evangelische und 80 Juden |
| 1910 | 1660      | am 1. Dezember, davon 951 mit deutscher Muttersprache (darunter 772 Evangelische, 119 Katholiken, 57 Juden und drei Sonstige) und 675 mit polnischer Muttersprache (sämtlich Katholiken) |

seit 1945
| Jahr | Einwohner | Anmerkungen |
| ---- | --------- | ----------- |
| 2014 | 5172      |             |

## Gemeinde
Zur Stadt-und-Land-Gemeinde (gmina miejsko-wiejska) gehören neben der Stadt Wyrzysk weitere 18 Ortsteile (deutsche Namen, amtlich bis 1945) mit einem Schulzenamt (sołectwo):
- Auguścin
- Bąkowo
- Dąbki
- Dobrzyniewo (Dobrzyniewo, 1939–1945 Dobbertin)[10]
- Falmierowo (Falmierowo, 1939–1945 Charlottenburg)[10]
- Glesno (Glesno, 1942–1945 Glessen)[10]
- Gromadno (Gromaden, 1942–1945 Schwabensee)
- Karolewo-Wiernowo
- Konstantynowo (Konstantinowo, 1942–1945 Köstenhauland)[10]
- Kosztowo (Kosztowo, 1939–1945 Friedrichshöhe)[10]
- Kościerzyn Wielki (Karlsbach (?))[11]
- Młotkówko (Mlotkowko, 1939–1945 Seeburg)[10]
- Osiek nad Notecią (Ossiek, 1939–1942 Netzthal, 1942–1945 Netztal)[10]
- Polanowo (Eichfelde)
- Ruda (Ruda, 1939–1945 Johannisburg)[10]
- Rzęszkowo
- Wyrzysk Skarbowy (Wirsitz-Amt, 1942–1945 Wirsitzamt)[10]
- Żuławka (Zulawka, 1939–1945 Friedrichshorst)[10]

Weitere Ortschaften der Gemeinde sind:
- Anusin
- Bagdad
- Gleszczonek
- Hercowo
- Klawek
- Komorowo
- Marynka
- Masłowo
- Nowe Bielawy
- Ostrówek
- Polinowo
- Pracz
- Wyciąg
- Wydmuchowo
- Zielona Góra
- Żelazno

## Persönlichkeiten
- Urszula Bejga (* 1989), polnische Volleyballspielerin
- Wernher von Braun (1912–1977), deutsch-amerikanischer Raketeningenieur
- Hans-Dieter Haas (* 1943), deutscher Wirtschaftsgeograph und Hochschullehrer
- Michał Mędlewski (1912–1997), polnischer Künstler
- Franciszek Ksawery z Wrbna Rydzyński (1734–1814), Bischof von Kulm

## Belege
1. 1 2  Population. Size and Structure by Territorial Division. As of December 31, 2020. Główny Urząd Statystyczny (GUS) (PDF-Dateien; 0,72 MB), abgerufen am 12. Juni 2021.
2. 1 2  Goldbeck (1789),  S. 98–99, Nr. 3).
3. 1 2 3 4  Wuttke (1864),  S. 466.
4. ↑  Christian Jansen und Arno Weckbecker: Der „Volksdeutsche Selbstschutz“ in Polen 1939/1940. Oldenbourg, München 1992,  ab S. 211
5. ↑  Mariana Buskupa (Hrsg.): Historia Torunia 1920-1945 - W czasach Polski Odrodzoney i okupacji niemieckiej, Torun, 2006, S. 670 f.
6. 1 2  Alexander August Mützell, Leopold Krug:  Neues topographisch-statistisch-geographisches Wörterbuch des preussischen Staats. Band 5: T–Z, Halle 1823, S. 408–415, Ziffer 812 (Google Books).
7. ↑  Michael Rademacher: Pos_wirsitz. Online-Material zur Dissertation, Osnabrück 2006. In: eirenicon.com.
8. ↑  Meyers Großes Konversations-Lexikon. 6. Auflage, Band 20, Leipzig und Wien 1909, S. 687.
9. ↑  Königlich Preußisches Statistisches Landesamt: Gemeindelexikon der Regierungsbezirke Allenstein, Danzig, Marienwerder, Posen, Bromberg und Oppeln. Auf Grund der Volkszählung vom 1. Dezember 1910 und anderer amtlicher Quellen. Berlin 1912, Heft 5: Regierungsbezirk Bromberg. 11. Kreis Wirsitz, S. 50–51, Ziffer 5 (Google Books).
10. 1 2 3 4 5 6 7 8 9 10 11  Vgl. Weblink Amtsbezirk Wirsitz-Land in Danzig-Westpreußen - Gemeindeumbenennungen
11. ↑  Karlsbach im Genealogischen Ortsverzeichnis